# José Marín Toyos
José Marín Toyos (Haro, La Rioja, 18 de marzo de 1895 - Madrid, 21 de mayo de 1968) fue un ingeniero de caminos, canales y puertos español. Desempeñó destacados cargos, tanto en el sector público como en la empresa privada. Fue Director del puerto de San Esteban de Pravia,  Subdirector en el Gabinete Técnico de Accesos y Extrarradio de Madrid
y Presidente del Consejo de Administración de Boetticher y Navarro, empresa perteneciente al  Instituto Nacional de Industria (INI). Compaginó las actividades propias de su profesión con labores de investigación, en las que alcanzadó prestigio internacional.
Publicó numerosos artículos en revistas de Ingeniería. En 1959 le fue concedida la Medalla de Oro al Mérito en el Trabajo. En 1964 ingresó en la Academia de Doctores de Madrid como doctor Ingeniero de Caminos.
Fue hermano de Daniel Marín Toyos (Haro, La Rioja, 9 de abril de 1890 - Madrid, 13 de marzo de 1948), catedrático de Análisis Matemático de la Universidad Central de Madrid e Ingeniero Jefe del Servicio de Geodesia del Instituto Geográfico Catastral, tío de Juan Antonio Marín Tejerizo (1914-1968), catedrático de ampliación de matemáticas en la Escuela de Peritos Industriales de Madrid, y padre de José A. Marín Almarza, funcionario del Cuerpo de Ingenieros Técnicos de Obras Públicas.

## Algunos datos biográficos

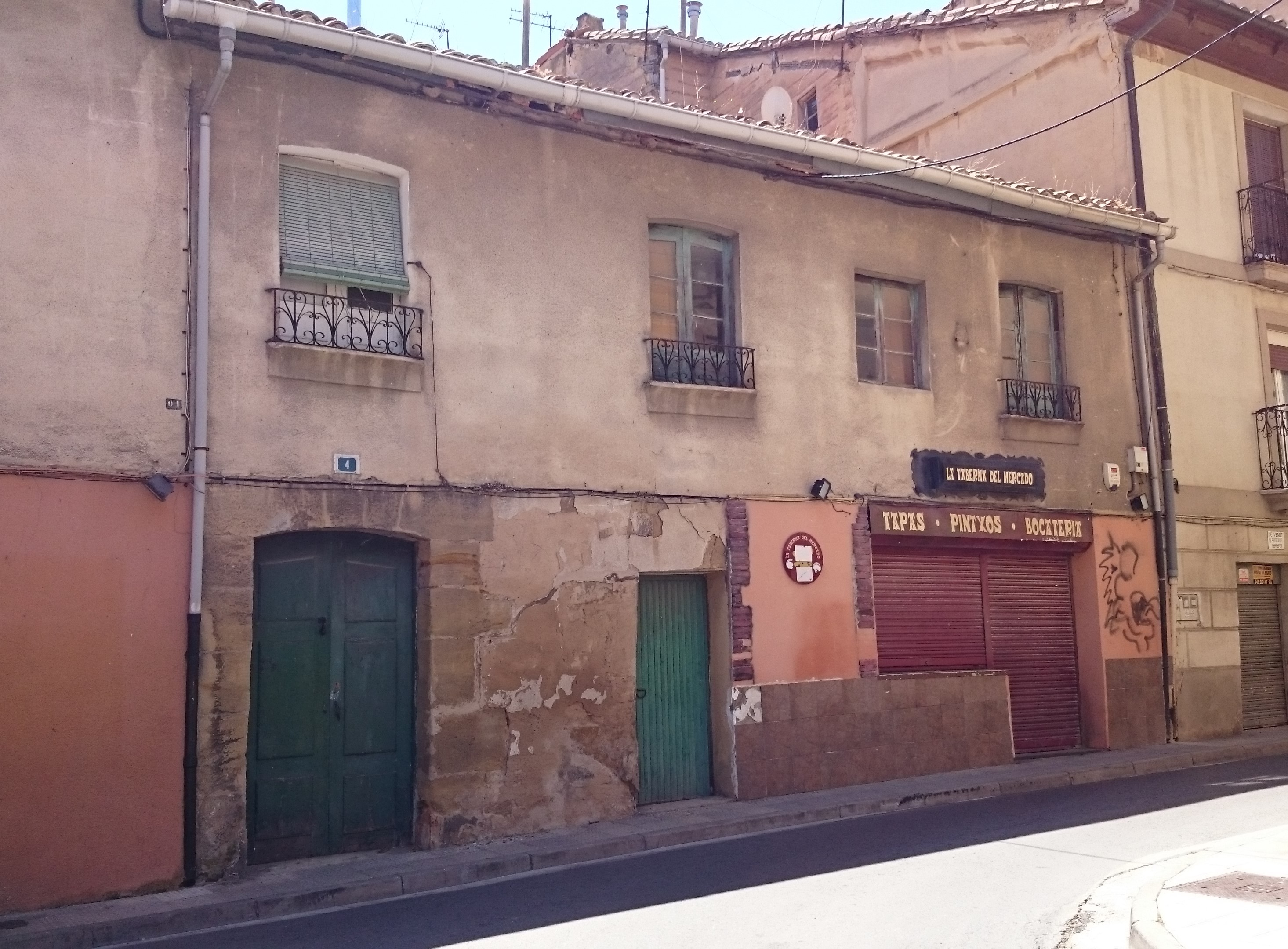
Haro, calle Lope de Vega n.º 4 en julio de 2017

Nació el 18 de marzo de 1895 en el número 4 de la Calle Zurbano de Haro, hijo de Leoncia Toyos Gilberte  y Juan Bautista Marín Fernández  que había sido nombrado maestro de primera enseñanza para la escuela de Haro el 15 de julio de 1889. Fue bautizado en la Parroquia de Santo Tomás Apóstol de Haro como José Carmelo el 27 de marzo de 1895.

### Primeros años y primeros estudios
Vivió en Haro hasta que en marzo de 1897 su padre obtuvo por oposición una plaza como maestro en una escuela de Sevilla, con el consecuente traslado familiar a la ciudad andaluza en la que permanecieron 4 años. Los destinos de Juan Bautista Marín ocasionaron que la familia residiera posteriormente en Bilbao y Vitoria; hasta que en julio de 1904 obtiene en propiedad la plaza de maestro de una escuela pública elemental de niños de Madrid, en donde la familia establecería su residencia definitiva. 
Recibió su primera instrucción en las escuelas del Asilo San Bernardino de Madrid en las que su padre era titular de una plaza de maestro. En 1908, finalizada su enseñanza primaria, siguió estudios de dibujo lineal en la Escuela de Artes y Oficios de la calle de la Palma de Madrid, no inició el Bachillerato y se dedicó a preparar oposiciones para Correos, abandonando en poco tiempo esos estudios. En 1910, siguiendo la decisión paterna, comienza en la academia dirigida por el ingeniero de caminos Luis María Velasco la preparación para el ingreso en la Escuela de Ayudantes de Obras Públicas, que en 1977 pasaría a denominarse Colegio de Ingenieros Técnicos de Obras Públicas.

### Ayudante de Obras Públicas
Coincidiendo con el fallecimiento de su padre en septiembre de 1911 aprobó el ingreso en la Escuela de Ayudantes de Obras Públicas de Madrid. En junio de 1914, recién obtenido su título de ayudante, consiguió por oposición una plaza de «empleado sencillo» en la Compañía de los Caminos de Hierro del Norte, ocupando destinos en Oviedo y Madrid. En septiembre de 1916 ingresó en el escalafón del Cuerpo de Ayudantes de Obras Públicas, siendo destinado a la Jefatura de Obras Públicas de León, donde fijaría su residencia.

### Estudiante de Ingeniería de Caminos
En julio de 1922 aprobó los exámenes de ingreso en la Escuela de Ingeniería de Caminos de Madrid, estudios que comenzó en octubre del mismo año.
Tras aprobar el primer curso de Ingeniería, en julio de 1923 fue contratado por Mateo Silvela Casado para dar clases particulares a sus hijos Mateo Silvela Tordesillas, compañero de promoción de José Marín que no había aprobado ninguna asignatura, y a su hermano Javier, estudiante de Ingeniería Industrial; ello le obligó a pasar el verano en la casa en Benavente de los Silvela-Tordesillas. Las clases particulares a Mateo continuarían con mayor asiduidad a lo largo de los siguientes cursos. Este contacto en el verano de 1923 con la familia Silvela llegaría a ser importante en la vida de Marín Toyos.
Al comienzo de julio de 1925, con el tercer curso de sus estudios de ingeniería recién aprobado y gracias a las influencias ejercidas por Mateo Silvela (padre), comenzó a trabajar como Ayudante de Obras Públicas en el Ayuntamiento de Madrid en la Dirección de Vías Públicas Municipales.
En marzo de 1926 se publicó el traslado de su destino asignado en la Jefatura de Obras Públicas de León a la de Soria donde no llegaría a ejercer.

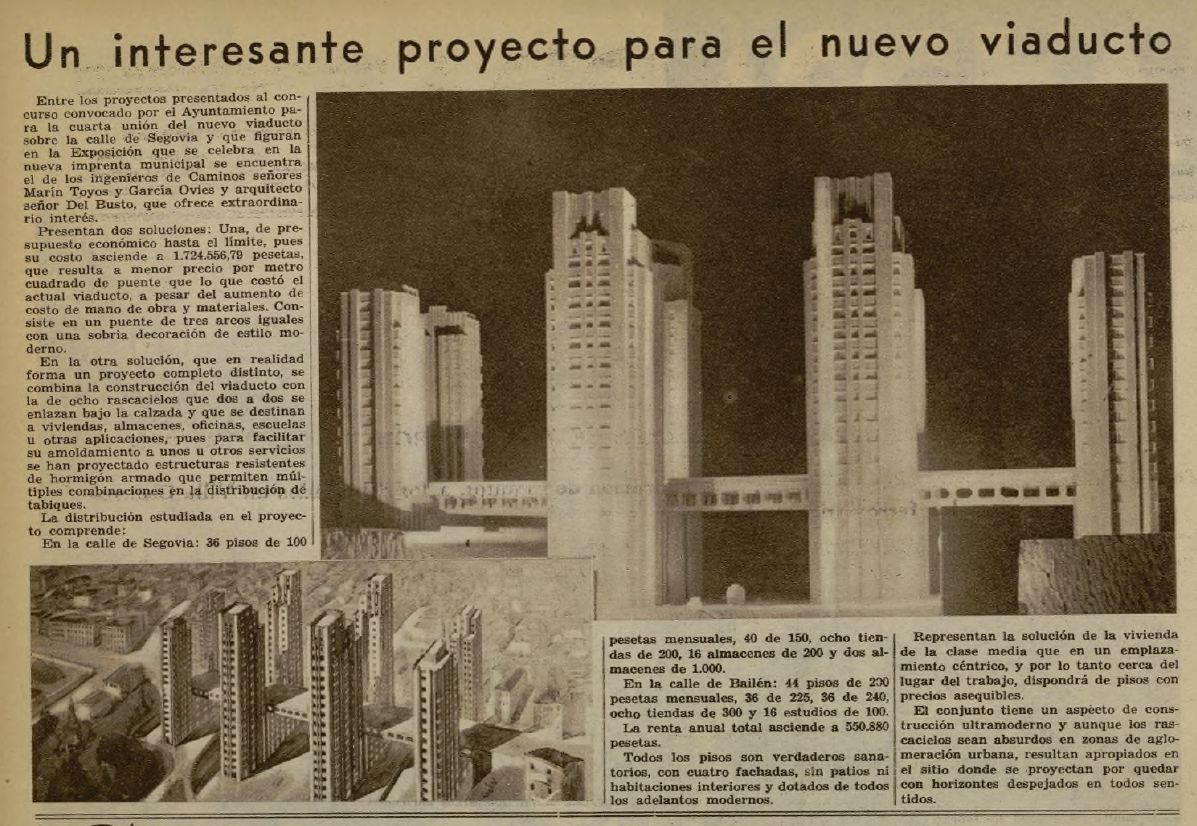
Proyecto Viaducto de la calle Bailén de Madrid - Revista “Ahora” - 29/12/1932

En 1927 finalizó sus estudios de Ingeniería de Caminos merecido en todos los cursos la calificación de matrícula de honor, ocupando el primer lugar de su promoción y obteniendo el Premio Escalona.
En diciembre del mismo año presentó su proyecto de fin de carrera acerca de un nuevo viaducto de la calle Bailén sobre la calle Segovia en Madrid.
Como alumno de sexto año de la Escuela de Caminos ya había publicado dos artículos en la Revista de Obras Públicas sobre ese viaducto y su mal estado de conservación. JFormó parte de un equipo que presentó sin éxito un proyecto «futurista» que incluía ocho rascacielos cuando en 1932 se convocó un concurso para la renovación del viaducto.
De acuerdo con los años en los que trascurrieron sus estudios en la Escuela de Caminos Marín Toyos forma parte de las promociones de notables ingenieros denominada por Ortega Spottorno como Generación del 27 en analogía con la excepcional generación poética.

### Matrimonio con Vega Almarza
El 5 de agosto de 1926 contrajo matrimonio con Vega Almarza Martín en la parroquia del Buen Suceso de Madrid. Fueron testigos por parte del novio, Mateo Silvela Casado y José Casuso, Ingeniero Jefe de Marín Toyos en su empleo en el Ayuntamiento de Madrid.
Vega Almarza Martín, nació en Haro el 29 de septiembre de 1897 y falleció en Madrid el 24 de marzo de 1963.
Su padre Augusto Almarza Casado, médico titular de Haro, fue uno de los impulsores de la creación de la Asociación de Médicos Titulares de España en 1902, siendo además su primer presidente, lo que motivó su  residencia en Madrid.
El 26 de junio de 1927 nació María de la Vega, primogénita del matrimonio Marín Almarza; más tarde lo harían José, María del Carmen y María Teresa.

### Primeros años de ejercicio como Ingeniero de Caminos
En la época en la que Marín finalizó sus estudios de ingeniería todos los egresados de la Escuela de Caminos accedían automáticamente al servicio del Estado quedando a la expectativa de ingreso como funcionarios a medida que se fueran produciendo vacantes.
A finales de 1927 comenzó a prestar servicio en la Sociedad General de Obras y Construcciones de Bilbao, ciudad a la que trasladó su residencia familiar.En diciembre de 1932 esta sociedad presentó sin éxito una oferta firmada por Marín Toyos para la construcción del nuevo viaducto en la calle Bailén de Madrid.
En abril de 1929 

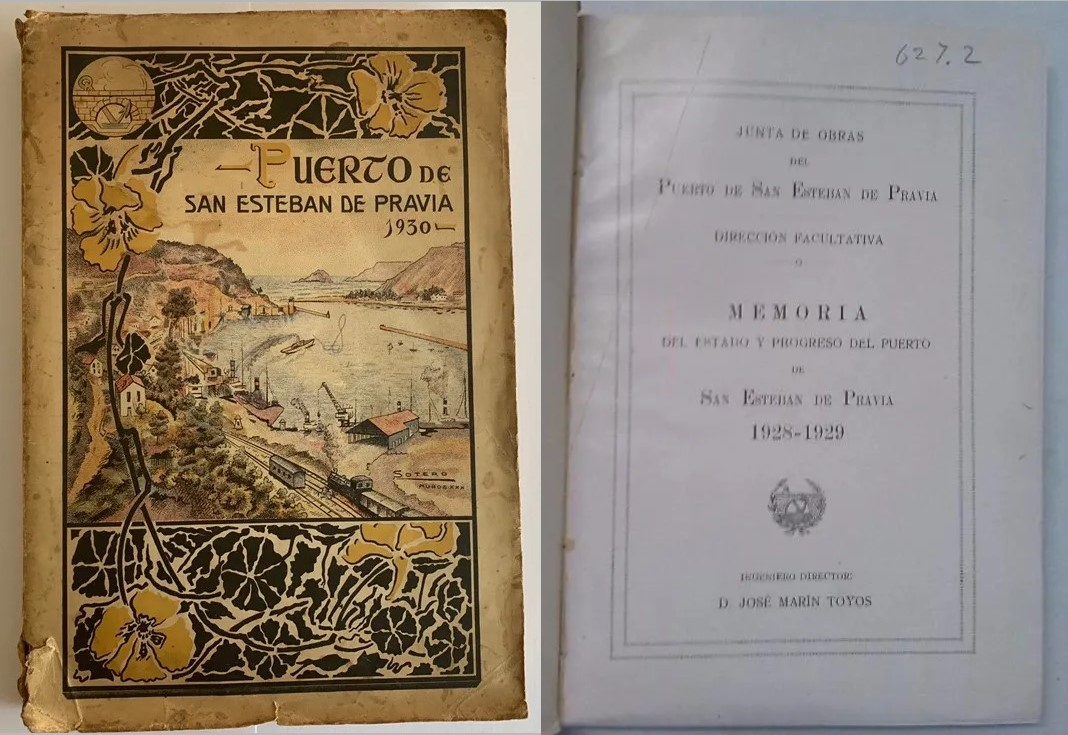
Memoria del estado y progreso del puerto de San Esteban de Pravia - 1928-1929

fue nombrado Ingeniero Director del puerto de San Esteban de Pravia (Asturias) por el ministro de Fomento Rafael Benjumea y Burín, Conde de Guadalhorce, 
 lo que ocasionó su cambio de residencia a la aldea asturiana de Somao.
Casualmete, Ildefonso Sánchez del Río, Ingeniero de Caminos nacido también en Haro, tres años después que Marín, había ejercido como ingeniero del mismo puerto pocos años antes, entre 1922 y 1925, recién terminados sus estudios.
Bajo la dirección de Marín Toyos se ejecutó un importante proyecto de reforma de los puertos de San Esteban de Pravia y de Luarca.

Y también el de abastecimiento de aguas del puerto y vecindario de la parroquia de San Esteban de Pravia;
la autoría del depósito de aguas de este proyecto es de Ildefonso Sánchez del Río, en aquellas fechas ingeniero municipal en el Ayuntamiento de Oviedo.
En marzo de 1929 es ascendido a Ayudante Principal en el escalafón del Cuerpo de Ayudantes de Obras Públicas.
En 1931 es incorporado al Cuerpo de Ingenieros de Caminos, como Ingeniero Tercero,
declarado en situación de supernumerario
y confirmado como ingeniero director de la Junta de Obras del Puerto de San Esteban de Pravia.
En julio de 1932 formó parte de la ponencia de los ingenieros directores de puertos para el estudio de la conveniencia de modificar la política y organización portuarias.
El 24 de febrero de 1933 fue nombrado, como ingeniero especializado,  miembro del Consejo de Puertos del Ministerio de Obras Públicas, creado ese mismo mes a partir de la disolución y división del Consejo de Obras Públicas. En enero de 1934 se dispuso su cese.

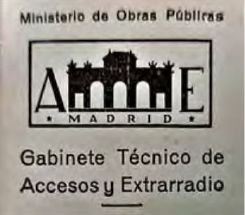
Logotipo del Gabinete Técnico de Accesos y Extrarradio de Madrid, diseñado por Secundino Zuazo en 1932, según Vicente Olmo

El Gabinete Técnico de Accesos y Extrarradio de Madrid fue un organismo autónomo, dependiente directamente del Ministro de Obras Públicas, creado por decreto de 13 de diciembre de 1932 del Gobierno de la República, a instancias del Ministro de Obras Públicas que en aquel momento era Indalecio Prieto, con el objetivo de acelerar la realización de obras públicas de carácter urgente en la provincia de Madrid.

El 19 de enero de 1933 se constituyó una junta para su mejor funcionamiento presidida por el ministro de Obras Públicas y José Marín fue nombrado como uno de sus ocho vocales.
A mediados de abril de 1933 Marín ya se había incorporado a su nuevo destino como ingeniero subdirector en el Gabinete Técnico de Accesos y Extrarradio de Madrid, participando en la colocación de la primera piedra del edificio destinado a Ministerio de Obras Públicas y en la inauguración de los obras del Paseo de la Castellana. Entre sus dedicaciones en el Gabinete Técnico de Accesos y Extraradio destacan la codirección de la construcción de los puentes de Viveros

y del Pardo sobre el Manzanares, este último proyectado por Carlos Fernández Casado siguiendo la tipología de puente de altura estricta.
En agosto de 1934 es ascendido a Ingeniero Segundo en el escalafón del Cuerpo de Ingenieros de Caminos.
Compatibilizó su ocupación en el Gabinete Técnico de Accesos y Extrarradio con otras actividades como trabajar para la empresa Mercados y Edificios Públicos en los proyectos de los mercados de Santa María de la Cabeza y de Maravillas de Madrid y para Construcciones Aeronáuticas en varios encargos para su factoría de Getafe.
También pudo dedicarse a negocios inmobiliarios como promotor de un edificio de viviendas de alquiler de nueve plantas en Madrid o editoriales, como cofundador y codirector de la revista Navegación, Puertos e Industrias del Mar. 

### Vida durante la Guerra Civil
José Marín escribe en sus memorias cómo el 5 de julio de 1936 toda la familia Marín Almarza se trasladó a Algorta con intención de pasar el verano, regresando él una semana después a Madrid, donde quedaría separado de su familia tras el estallido de la Guerra Civil. Relata también cómo el 5 de abril de 1937 nació su cuarta hija y la evacuación de su mujer y cuatro hijos, vía Burdeos, a Toulouse en donde había una familia española conocida; su cruce de la frontera entre España y Francia por Portbou, el reencuentro familiar en Toulouse en agosto de 1937 y la vuelta a España de toda la familia a través de la frontera de Irún en septiembre del mismo año para quedar establecidos en Fuenterrabía hasta el final de la Guerra. Recoge también en su autobiografía su visista a la a la Jefatura de Obras Públicas de San Sebastián previa a su presentación ante el departamento de Obras Públicas de la Junta Técnica del Estado franquista en Burgos.
José Marín se hizo cargo en septiembre de 1937 de los asuntos que en la zona franquista tenía la Sociedad General de Obras y Construcciones Hormaeche, principalmente en la construcción del tramo de ferrocarril entre Aranda y Burgos.
En diciembre de 1937, tras la resolución favorable de su expediente de depuración, fue destinado a la Jefatura de Obras Públicas de Zamora a la que estuvo asignado durante siete años sin obligación de residir en esa ciudad, lo que le permitió mantener su empleo en Hormaeche.
El 20 de abril de 1938 la Gaceta de la República publicó una orden separando definitivamente del servicio, causando baja en el Escalafón del Cuerpo a que pertenece, al Ingeniero segundo del Cuerpo de Caminos, Canales y Puertos, don Jose Marín Toyos.
En septiembre de 1939 la familia Marín-Almarza al completo regresa a Madrid y José Marín presenta su dimisión como director de la Sociedad General de Obras y Construcciones Hormaeche.

### Los primeros años de la posguerra
La finalización de la Guerra Civil permitió la dedicación de Marín Toyos a sus proyectos particulares interrumpidos por la contienda en Madrid, principalmente a la construcción de distintos tipos de edificios, a la vez que mantenía su puesto en la Jefatura de Obras Públicas de Zamora.
Proyectó y dirigió las obras, ejecutadas por la empresa Eclipse S.A., de varias cubiertas construidas utilizando hormigón armado translúcido, entre ellas las de la cubierta del patio de operaciones del Banco Español de Crédito de Madrid con forma de bóveda cónica de directriz parabólica en 1947.
En mayo de 1945 consiguió el traslado de Zamora a Inspección Central de Circulación y Transportes por Carretera en Madrid.Entre otras dedicaciones, elaboró un estudio de la influencia de los gastos de conservación y reparación de las carreteras en el coste del transporte que utiliza esas vías.
Al cargo en la Inspección Central agregaría la Secretaría de la Comisión Permanente de Coordinación del Consejo Superior de Ferrocarriles.

### Presidencia de Boetticher y Navarro
José Marín ocupó al menos entre los años 1952 y 1961

el cargo de Presidente del Consejo de Administración de Boetticher y Navarro, empresa fundada en 1904 dedicada a la fabricación de equipos electromecánicos, como ascensores, turbinas y otros equipamientos para obras hidráulicas, que a finales de los años 40 del siglo XX figuraba entre las 40 principales empresas industriales de España por valor de activos y formaba parte del Instituto Nacional de Industria (INI).
El 2 de septiembre de 1955 se le nombra, en ascenso de escala, Ayudante Superior de primera clase del Cuerpo de Ayudantes de Obras Públicas por resultar vacante una plaza.

El 21 de octubre de 1964 es nombrado por libre designación del Ministro de Obras Públicas Jorge Vigón Consejero Permanente del Consejo Superior de Transportes Terrestres.

José Marín Toyos falleció en Madrid el 21 de mayo de 1968.

## Investigaciones matemáticas

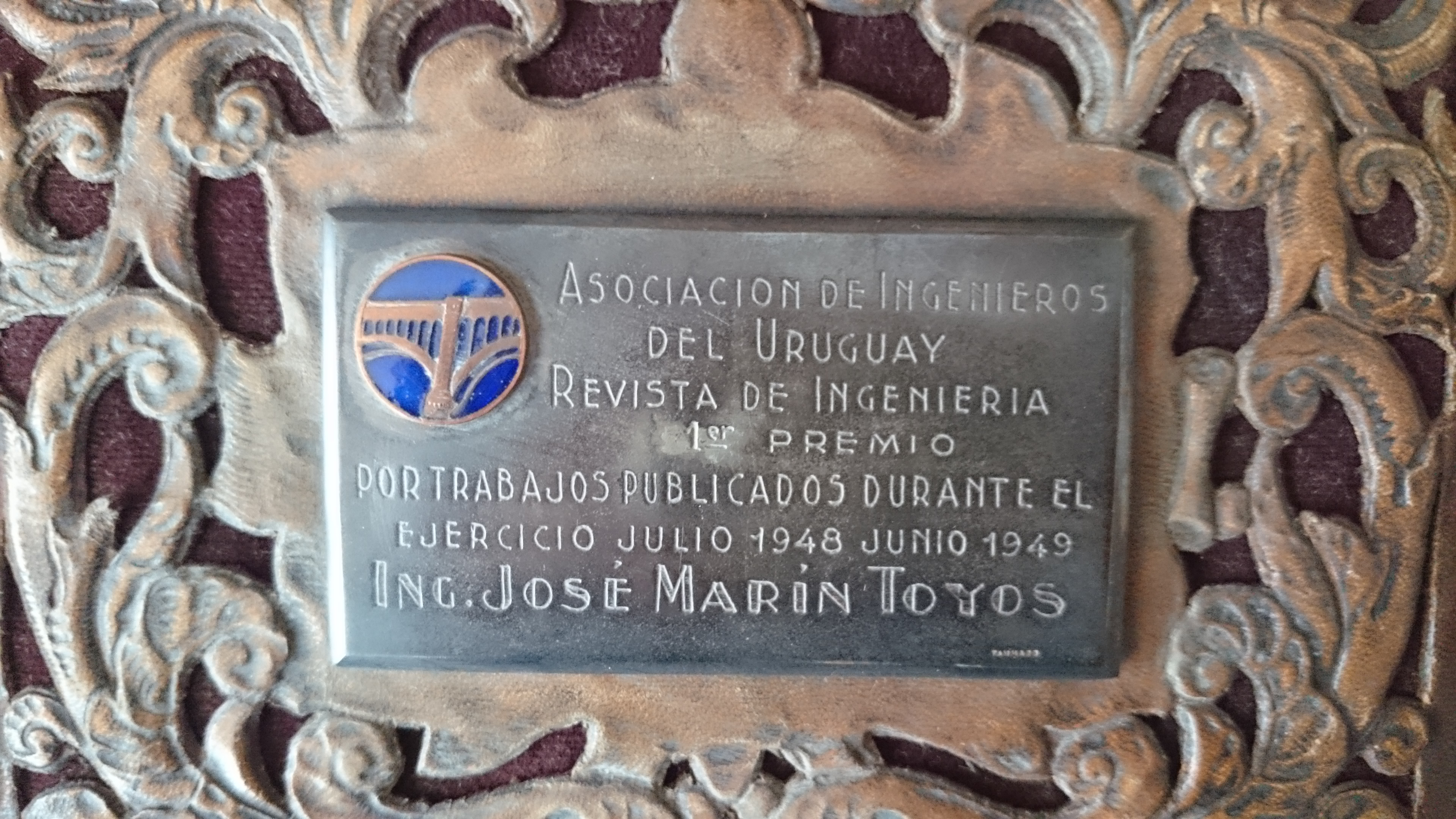
Premio de la Asociación de Ingenieros del Uruguay

Publicó varios artículos sobre Aplicaciones de la función de Green a la Elasticidad, en 1946

y 1947
en la Revista de Obras Públicas y también en los números 41, 42 y 43 de la revista Alfa. Estos últimos serían editados en 1948 en forma de separata,
en cuya introducción Marín describe sus artículos como aplicaciones elementales con resultados satisfactorios pues, si bien con ellos no ha resuelto ningún problema nuevo, «en todos los tratados resulta ventajosa y recomendable su aplicación» aunque solo sea por la uniformidad conseguida. José Marín presentó un trabajo sobre estas aplicaciones en un concurso convocado en 1949 por la Asociación de Ingenieros del Uruguay, resultando ganador. La entrega de la placa conmemorativa del galardón tuvo lugar en Madrid en agosto de 1950 por el ingeniero uruguayo Mario Coppetti, profesor de la Facultad de Ingeniería de Montevideo.

## Premios y reconocimientos

### Medalla de Oro al Mérito en el Trabajo
El BOE del 3 de agosto de 1959 publicó el acuerdo del Consejo de Ministros de conceder a José Marín Toyos la Medalla al Mérito en el Trabajo en su categoría de Oro. La disposición del BOE incluye una breve semblanza de la vida y méritos profesionales de Marín.El 10 de diciembre del mismo año tuvo lugar el acto de imposición presidido por el ministro de Trabajo Fermín Sanz-Orrio, acompañado de numerosas personalidades, entre ellas el presidente del Instituto Nacional de Industria Juan Antonio Suanzes.

### Miembro de la Academia de Doctores
El 23 de junio de 1964 ingresó en la Academia de Doctores de Madrid como doctor Ingeniero de Caminos. Su discurso de ingreso versó sobre La investigación operativa y fue contestado por Juan de Arespacochaga, ingeniero y político que ejercería como alcalde de Madrid entre 1976 y 1978. Marín había publicado un artículo sobre el mismo tema en la Revista de Obras Públicas en febrero de 1964.

## Publicaciones
- (1930). Memoria del estado y progreso del puerto de San Esteban de Pravia 1928-1929. San Esteban de Pravia: Junta de Obras del Puerto. 279 p., 11 h. de lám. fot., [2] h. de grab., pleg., [3] h. de planos, col., pleg.

- (1931). «El abastecimiento de aguas del puerto de San Esteban de Pravia». Ingeniería y construcción (Madrid). Año IX - Vol. IX (97): 16-19. ISSN 2173-0342.

- (1932). Memoria del estado y progreso del puerto de San Esteban de Pravia 1930-1931. San Esteban de Pravia: Junta de Obras del Puerto. 329 pp. 1 h.

- (1946). El coste del transporte por carretera: influencia de los gastos de conservación y reparación de carreteras. s.l.: Consejo Superior de Ferrocarriles y Transportes por Carretera Comisión Permanente de Coordinación. 33 pp.

- (1948). «Aplicaciones de la función de Green a la Elasticidad». Alfa (España) (41,42 y 43). OCLC 934398490.77 pp.

- (1955). Recuerdos de mi vida. (Edición no venal de 25 ejemplares numerados.). [s.l.]: Talleres gráficos Victoria. 119 pp. [n. 19]

- (1964). Discurso leído en el acto de su recepción por el Sr. D. José Marín Toyos y contestación del... Sr. D. Juan Arespacochaga y Felipe. Madrid: Academia de Doctores de Madrid. 77 pp.[n. 20]

## Artículos publicados en la Revista de Obras Públicas
- (1927). «Sustitución de los tramos metálicos de un puente sobre el Guadiana». Revista de Obras Públicas (Madrid). 75, tomo I (2471): 69-70.

- (1927). «El viaducto de Madrid». Revista de Obras Públicas (Madrid). 75, tomo I (2490): 455-456.

- (1927). «El viaducto de Madrid». Revista de Obras Públicas (Madrid). 75, tomo I (2491): 472-473.

- (1929). «Las bajas en las subastas». Revista de Obras Públicas (Madrid). 77, tomo I (2527): 236-237.

- (1930). «La formación de la barra en el puerto de San Esteban de Pravia». Revista de Obras Públicas (Madrid). 78, tomo I (2553): 347-349.

- (1931). «La construcción de muelles sobre terrenos poco resistentes». Revista de Obras Públicas (Madrid). 79, tomo I (2572): 175-181.

- (1945). «Cálculo tabular de vigas continuas de dos tramos». Revista de Obras Públicas (Madrid). 93, tomo I (2761): 202-208.

- (1945). «Cálculo tabular de la viga continua de tres tramos simétrica». Revista de Obras Públicas (Madrid). 93, tomo I (2768): 566-579.

- (1946). «Puestos de auxilio en las carreteras». Revista de Obras Públicas (Madrid). 94, tomo I (2774): 274-279.

- (1946). «Algunas aplicaciones mecánicas de la función de Green». Revista de Obras Públicas (Madrid). 94, tomo I (2777): 407-412.

- (1947). «Una cubierta de hormigón armado translúcido». Revista de Obras Públicas (Madrid). 95, tomo I (2788): 331-338.

- (1947). «Más aplicaciones mecánicas de la función de Green». Revista de Obras Públicas (Madrid). 95, tomo I (2792): 521-526.

- (1948). «Cálculo rápido de las vigas continuas». Revista de Obras Públicas (Madrid). 96, tomo I (2794): 60-63.

- (1948). «Explicación de dos paradojas elásticas». Revista de Obras Públicas (Madrid). 96, tomo I (2798): 263-268.

- (1947). «Los accidentes de la circulación en carretera». Revista de Obras Públicas (Madrid). 97, tomo I (2809): 193-195.

- (1951). «La enseñanza de la circulación». Revista de Obras Públicas (Madrid). 99, tomo I (2837): 442-445.

- (1952). «Las compuertas automáticas del aliviadero de la presa de Montoro». Revista de Obras Públicas (Madrid). 100, tomo I (2849): 365-370.

- (1954). «Métodos a emplear por la dirección de las empresas para mejorar las relaciones humanas». Revista de Obras Públicas (Madrid). 102, tomo I (2876): 610-620.

- (1964). «¿Qué es la investigación operativa?». Revista de Obras Públicas (Madrid). 112, tomo I (2986): 87-93.